# Eriodes barbata

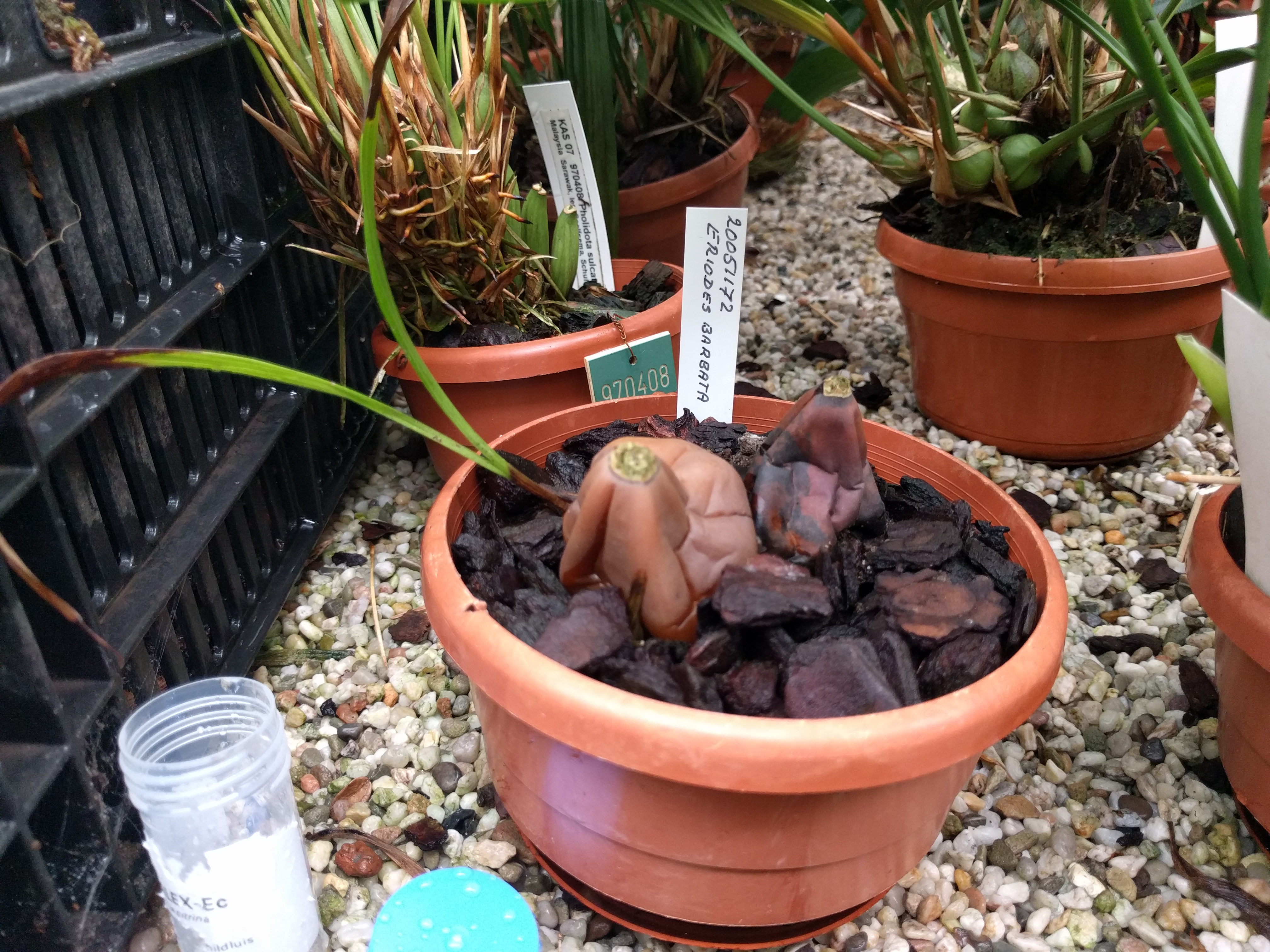
Eriodes barbata

Eriodes barbata är en orkidéart som först beskrevs av John Lindley, och fick sitt nu gällande namn av Robert Allen Rolfe. Eriodes barbata ingår i släktet Eriodes och familjen orkidéer. Inga underarter finns listade i Catalogue of Life.